# Godfrey Rampling
Godfrey Lionel Rampling (ur. 14 maja 1909 w Blackheath w Londynie, zm. 20 czerwca 2009 w Bushey) – brytyjski lekkoatleta (sprinter), mistrz i wicemistrz olimpijski.
Specjalizował się w biegu na 400 metrów. Wystąpił w nim na igrzyskach olimpijskich w 1932 w Los Angeles, gdzie odpadł w półfinale, natomiast brytyjska sztafeta 4 × 400 metrów w składzie: Crew Stoneley, Thomas Hampson, David Burghley i Rampling na ostatniej zmianie zdobyła srebrny medal, przegrywając tylko ze sztafetą Stanów Zjednoczonych i ustanawiając rekord Europy wynikiem 3:11,2.
Rampling zwyciężył w biegu na 440 jardów i w sztafecie 4 × 440 jardów na igrzyskach Imperium Brytyjskiego w 1934 w Londynie. Reprezentował wówczas Anglię.
Na igrzyskach olimpijskich w 1936 w Berlinie był członkiem zwycięskiej sztafety 4 × 400 metrów (w składzie: Freddie Wolff, Rampling, Bill Roberts i Godfrey Brown), która poprawiła własny rekord Europy czasem 3:09,0. W indywidualnym biegu na 400 metrów odpadł w półfinale.
Rampling był mistrzem Wielkiej Brytanii (AAA) w biegu na 440 jardów w 1931 i 1934.
Przez 29 lat służył w Artylerii Królewskiej, odchodząc w stan spoczynku w 1958 w stopniu pułkownika.
Zmarł w wieku 100 lat. Jego córka Charlotte Rampling jest aktorką.